# Coleus
Coleus è un genere di piante che comprende circa 300 specie, della famiglia delle Lamiaceae, native delle regioni calde e tropicali dell'Africa, dell'Asia, e dell'Australia. Alcune specie sono poi state introdotte anche nelle zone tropicali delle Americhe.
Le specie del genere Coleus vengono coltivate come piante ornamentali, in particolare Coleus scutellarioides, che è popolare come pianta da giardino per il suo fogliame dai colori vivaci.
Altre specie che producono tuberi radicali vengono coltivate a scopo alimentare, tra cui Coleus esculentus, Coleus rotundifolius e Coleus maculosus.